# Olympische Sommerspiele 1992/Leichtathletik – Diskuswurf (Männer)

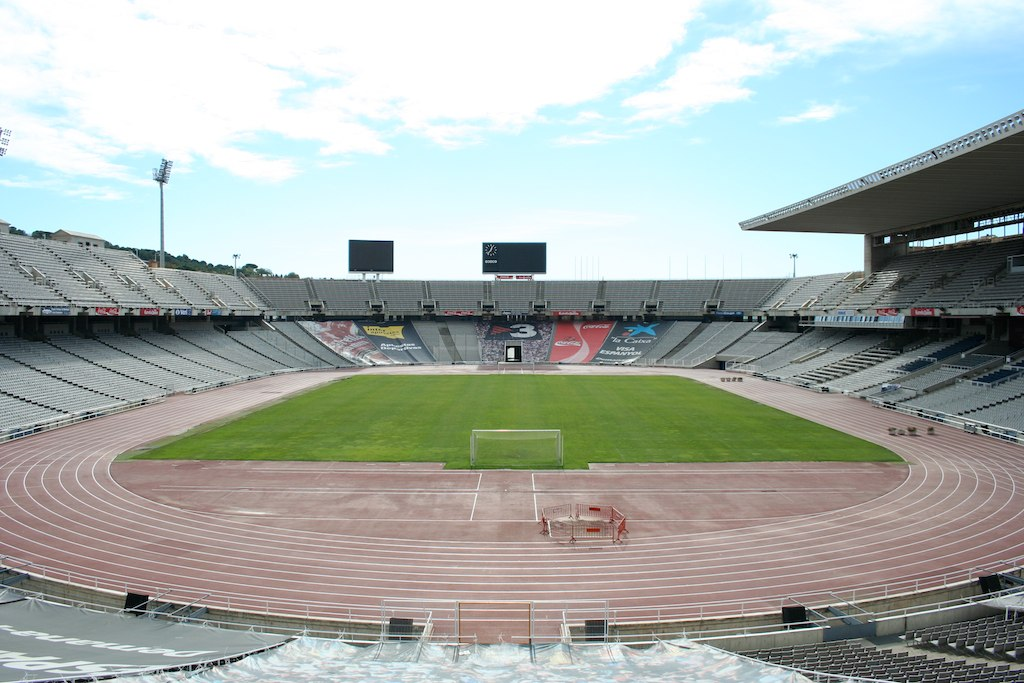
Das Olympiastadion von Barcelona im Jahr 2008

Der Diskuswurf der Männer bei den Olympischen Spielen 1992 in Barcelona wurde am 3. und 5. August 1992 im Olympiastadion Barcelona ausgetragen. 32 Athleten nahmen teil.
Olympiasieger wurde der Litauer Romas Ubartas, der vor dem Deutschen Jürgen Schult gewann. Die Bronzemedaille errang der Kubaner Roberto Moya.
Für Deutschland ging neben dem Medaillengewinner Schult Lars Riedel an den Start. Er scheiterte in der Qualifikation.

Auch der Schweizer Christian Erb schied in der Qualifikation aus.

Athleten aus Österreich und Liechtenstein nahmen nicht teil.

## Aktuelle Titelträger
| Olympiasieger 1988                      | Jürgen Schult ( DDR)             | 68,82 m | Seoul 1988            |
| Weltmeister 1991                        | Lars Riedel ( Deutschland)       | 66,20 m | Tokio 1991            |
| Europameister 1990                      | Jürgen Schult ( DDR)             | 64,58 m | Split 1990            |
| Panamerikanischer Meister 1991          | Anthony Washington ( USA)        | 65,04 m | Havanna 1991          |
| Zentralamerika und Karibik-Meister 1991 | Herbert Rodríguez ( El Salvador) | 46,46 m | Xalapa 1991           |
| Südamerika-Meister 1991                 | João dos Santos ( Brasilien)     | 58,08 m | Manaus 1991           |
| Asienmeister 1991                       | Yu Wenge ( Volksrepublik China)  | 62,20 m | Kuala Lumpur 1991     |
| Afrikameister 1992                      | Adewale Olukoju ( Nigeria)       | 60,66 m | Belle Vue Maurel 1992 |
| Ozeanienmeister 1990                    | Ian Boller ( Australien)         | 47,80 m | Suva 1990             |

## Bestehende Rekorde
| Weltrekord         | 74,08 m | Jürgen Schult ( DDR) | Neubrandenburg, DDR (heute Deutschland) | 25. August 1991 |
| Olympischer Rekord | 68,82 m | Jürgen Schult ( DDR) | Finale OS Seoul, Südkorea               | 1. Oktober 1988 |

Der bestehende olympische Rekord wurde bei diesen Spielen nicht erreicht. Der weiteste Wurf gelang dem späteren Olympiasieger Romas Ubartas aus Litauen mit 66,08 m in seinem ersten Versuch der Qualifikation am 3. August. Damit blieb er 2,74 m unter dem Olympia- und genau acht Meter unter dem Weltrekord.

## Legende
Kurze Übersicht zur Bedeutung der Symbolik – so üblicherweise auch in sonstigen Veröffentlichungen verwendet:
| – | verzichtet |
| x | ungültig   |

## Qualifikation
Datum: 3. August 1992
Für die Qualifikation wurden die Athleten in zwei Gruppen gelost. Drei von ihnen (hellblau unterlegt) übertrafen die direkte Finalqualifikationsweite von 63,00 m. Damit war die Mindestanzahl von zwölf Finalteilnehmern nicht erreicht. So wurde das Finalfeld mit neun weiteren Wettbewerbern aus beiden Gruppen (hellgrün unterlegt) nach den nächstbesten Weiten auf zwölf Wettbewerber aufgefüllt. Für die Finalteilnahme reichten schließlich 60,20 m.

### Gruppe A

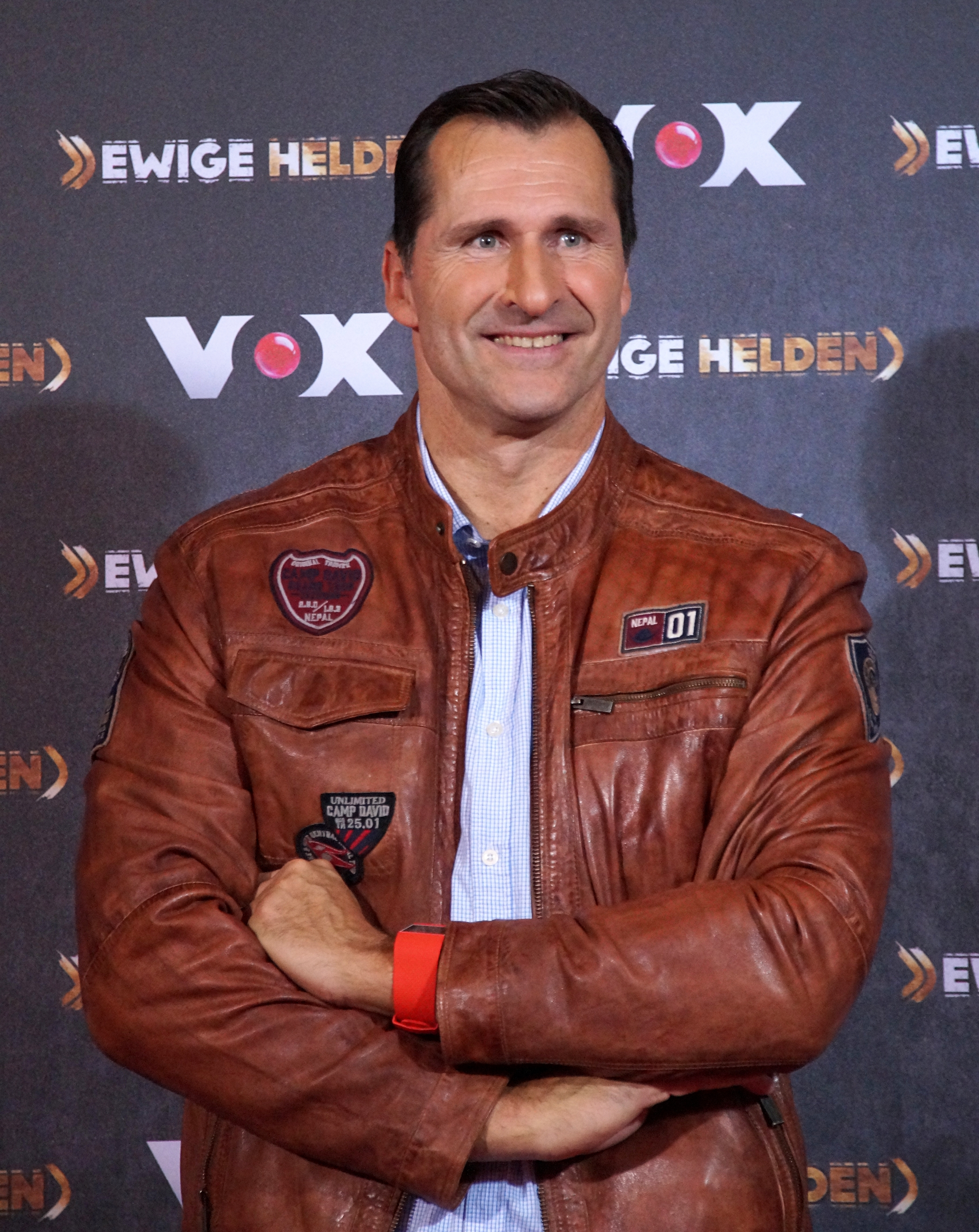
Der amtierende Weltmeister Lars Riedel (hier im Jahr 2015) scheiterte mit 59,98 m in der Qualifikation
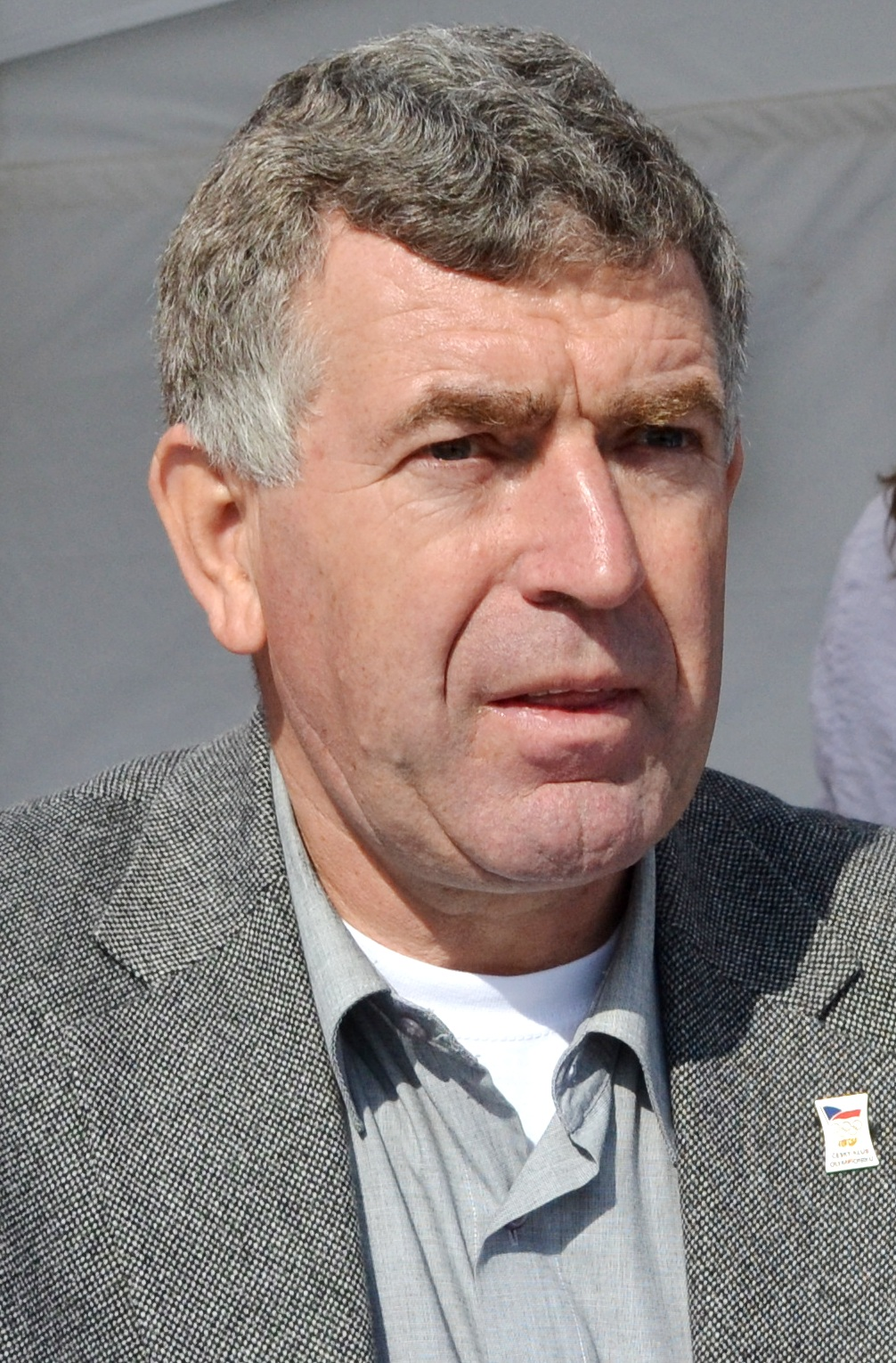
Imrich Bugár (Foto: 2013) – unter anderem Weltmeister von 1983 – erreichte mit 59,70 m nicht das Finale

9:30 Uhr
| Platz | Name                 | Nation                  | 1. Versuch | 2. Versuch | 3. Versuch | Weite   |
| ----- | -------------------- | ----------------------- | ---------- | ---------- | ---------- | ------- |
| 1     | Costel Grasu         | Rumänien                | 61,30 m    | x          | 63,06 m    | 63,06 m |
| 2     | Attila Horváth       | Ungarn                  | 62,26 m    | 59,98 m    | 58,30 m    | 62,26 m |
| 3     | Dmytro Kowzun        | EUN                     | 60,88 m    | 61,62 m    | 61,14 m    | 61,62 m |
| 4     | David Martínez       | Spanien                 | 61,22 m    | x          | x          | 61,22 m |
| 5     | Juan Martínez        | Kuba                    | 56,00 m    | 60,34 m    | 59,70 m    | 60,34 m |
| 6     | Dmitri Schewtschenko | EUN                     | 57,20 m    | 60,22 m    | x          | 60,22 m |
| 7     | Lars Riedel          | Deutschland             | 57,54 m    | x          | 59,98 m    | 59,98 m |
| 8     | Vaclavas Kidykas     | Litauen                 | x          | 59,10 m    | 59,96 m    | 59,96 m |
| 9     | Ramón Jiménez-Gaona  | Paraguay                | 56,98 m    | x          | 59,98 m    | 59,98 m |
| 10    | Michael Buncic       | USA                     | x          | 57,84 m    | 59,12 m    | 59,12 m |
| 11    | Imrich Bugár         | Tschechoslowakei        | 53,88 m    | 58,70 m    | 56,84 m    | 58,70 m |
| 12    | Nikolaj Kolew        | Bulgarien               | 50,94 m    | 58,12 m    | x          | 58,12 m |
| 13    | Brian Blutreich      | USA                     | 57,08 m    | 54,44 m    | 55,40 m    | 57,08 m |
| 14    | Simon Williams       | Großbritannien          | x          | 53,12 m    | 52,96 m    | 53,12 m |
| 15    | Dragan Mustapić      | Bosnien und Herzegowina | x          | 47,88 m    | 48,80 m    | 48,80 m |
| 16    | Herbert Rodríguez    | El Salvador             | 43,22 m    | x          | 40,76 m    | 43,22 m |

### Gruppe B
11:00 Uhr
| Platz | Name                  | Nation                       | 1. Versuch | 2. Versuch | 3. Versuch | Weite   |
| ----- | --------------------- | ---------------------------- | ---------- | ---------- | ---------- | ------- |
| 1     | Romas Ubartas         | Litauen                      | 66,08 m    | –          | –          | 66,08 m |
| 2     | Jürgen Schult         | Deutschland                  | 61,04 m    | 63,46 m    | –          | 63,46 m |
| 3     | Werner Reiterer       | Australien                   | 60,64 m    | x          | 62,20 m    | 62,20 m |
| 4     | Anthony Washington    | USA                          | 58,18 m    | 57,86 m    | 62,18 m    | 62,18 m |
| 5     | Roberto Moya          | Kuba                         | x          | 62,06 m    | 61,44 m    | 62,06 m |
| 6     | Vésteinn Hafsteinsson | Island                       | 60,20 m    | 58,64 m    | 58,08 m    | 60,20 m |
| 7     | Olav Jenssen          | Norwegen                     | 60,00 m    | 59,74 m    | x          | 60,00 m |
| 8     | Yu Wenge              | Volksrepublik China          | 58,92 m    | x          | 59,42 m    | 59,42 m |
| 9     | József Ficsór         | Ungarn                       | 56,30 m    | 58,84 m    | x          | 58,84 m |
| 10    | Ray Lazdins           | Kanada                       | x          | 55,60 m    | 58,26 m    | 58,26 m |
| 11    | Nicholas Sweeney      | Irland                       | 57,68 m    | 57,26 m    | 56,22 m    | 57,68 m |
| 12    | Mickaël Conjungo      | Zentralafrikanische Republik | 57,46 m    | x          | 54,40 m    | 57,46 m |
| 13    | Wolodimir Sintschenko | EUN                          | 56,94 m    | 56,64 m    | 56,46 m    | 56,94 m |
| 14    | Christian Erb         | Schweiz                      | x          | 55,16 m    | 54,38 m    | 55,16 m |
| 15    | Khaled al-Khalidi     | Saudi-Arabien                | x          | x          | 47,96 m    | 47,96 m |
| NM    | Luchiano Zerbini      | Italien                      | x          | x          | x          | ogV     |

## Finale

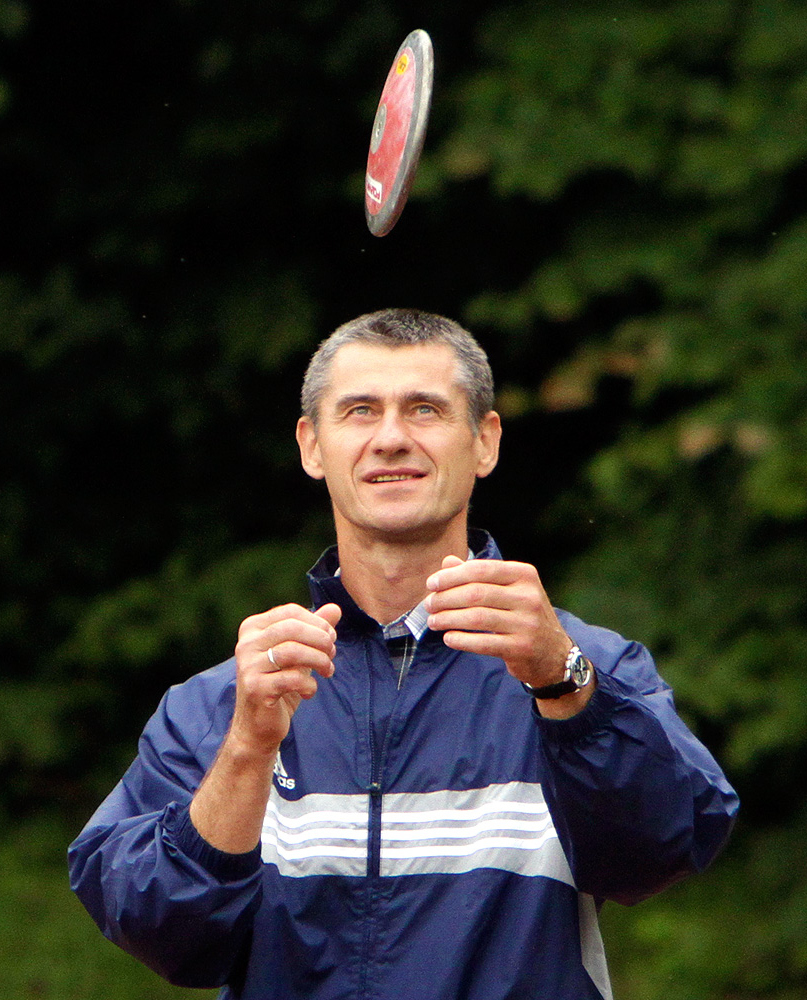
Olympiasieger Romas Ubartas
(hier im Jahr 2011)

Datum: 5. August 1992, 19:30 Uhr
| Platz | Name                  | Nation      | 1. Versuch | 2. Versuch | 3. Versuch | 4. Versuch                             | 5. Versuch                             | 6. Versuch                             | Endresultat |
| ----- | --------------------- | ----------- | ---------- | ---------- | ---------- | -------------------------------------- | -------------------------------------- | -------------------------------------- | ----------- |
| 1     | Romas Ubartas         | Litauen     | 60,90 m    | 62,64 m    | 64,36 m    | x                                      | 65,12 m                                | x                                      | 65,12 m     |
| 2     | Jürgen Schult         | Deutschland | 64,26 m    | 63,54 m    | 63,84 m    | 63,38 m                                | 64,94 m                                | 63,08 m                                | 64,94 m     |
| 3     | Roberto Moya          | Kuba        | 64,12 m    | x          | x          | 62,72 m                                | x                                      | 62,02 m                                | 64,12 m     |
| 4     | Costel Grasu          | Rumänien    | 59,90 m    | 60,50 m    | 62,18 m    | 62,86 m                                | 62,40 m                                | x                                      | 62,86 m     |
| 5     | Attila Horváth        | Ungarn      | 62,50 m    | 62,72 m    | 62,82 m    | x                                      | 62,56 m                                | 62,06 m                                | 62,86 m     |
| 6     | Juan Martínez         | Kuba        | 61,72 m    | 61,30 m    | 61,86 m    | 62,64 m                                | 62,10 m                                | x                                      | 62,64 m     |
| 7     | Dmytro Kowzun         | EUN         | x          | 60,04 m    | 60,58 m    | x                                      | 60,66 m                                | 62,04 m                                | 62,04 m     |
| 8     | Dmitri Schewtschenko  | EUN         | 61,78 m    | 60,92 m    | x          | x                                      | x                                      | x                                      | 61,78 m     |
|       |                       |             |            |            |            |                                        |                                        |                                        |             |
| 9     | David Martínez        | Spanien     | 59,74 m    | 59,54 m    | 60,16 m    | nicht im Finale der besten acht Werfer | nicht im Finale der besten acht Werfer | nicht im Finale der besten acht Werfer | 60,16 m     |
| 10    | Werner Reiterer       | Australien  | 60,12 m    | 58,92 m    | x          | nicht im Finale der besten acht Werfer | nicht im Finale der besten acht Werfer | nicht im Finale der besten acht Werfer | 60,12 m     |
| 11    | Vésteinn Hafsteinsson | Island      | 60,06 m    | x          | 58,90 m    | nicht im Finale der besten acht Werfer | nicht im Finale der besten acht Werfer | nicht im Finale der besten acht Werfer | 60,06 m     |
| 12    | Anthony Washington    | USA         | 59,96 m    | x          | 58,76 m    | nicht im Finale der besten acht Werfer | nicht im Finale der besten acht Werfer | nicht im Finale der besten acht Werfer | 59,96 m     |

Für das Finale hatten sich zwölf Athleten qualifiziert, drei von ihnen über die geforderte Qualifikationsweite, die neun anderen über ihre Platzierungen. Zwei Kubaner trafen auf zwei Vertreter des Vereinten Teams. Komplettiert wurde das Finalfeld durch jeweils einen Teilnehmer aus Australien, Deutschland, Island, Litauen, Rumänien, Spanien, Ungarn und den USA.
Der amtierende Weltmeister Lars Riedel aus Deutschland hatte sich überraschenderweise nicht für das Finale qualifizieren können. Zum Favoritenkreis gehörten nun vor allem der Olympiasieger von 1988 und Weltrekordler Jürgen Schult – bei diesen beiden vorangegangenen Wettkämpfen für die DDR startend, der Litauer Romas Ubartas, der 1988 Silber für die UdSSR gewonnen hatte, und der ungarische WM-Dritte Attila Horváth.
Die Führung nach dem ersten Versuch übernahm Schult mit 64,26 m vor dem Kubaner Roberto Moya – 64,12 m – und Horváth – 62,50 m. Ubartas kam im zweiten Durchgang bis auf acht Zentimeter an Horváth heran. In der dritten Runde warf Ubartas die Scheibe dann auf 64,36 m und ging damit in Führung vor Schult, Moya und Horváth. An der Reihenfolge auf den Medaillenrängen änderte sich in der Folge nichts mehr. Ubartas verbesserte sich in Versuch fünf noch einmal auf 65,12 m, Schult auf 64,94 m. Der Rumäne Costel Grasu schob mit seinem vierten Wurf Attila Horváth von Platz vier um einen Rang nach hinten. Romas Ubartas wurde Olympiasieger vor Jürgen Schult und Roberto Moya. Die ganz großen Weiten blieben aus bei diesem Wettkampf aus, Olympiasieger Romas Ubartas kam mit seinem ersten Wurf aus der Qualifikation auf 66,08 m Jürgen Schults olympischem Rekord von 68,82 m der Spiele von 1988 in Seoul noch am nächsten.
Romas Ubartas war der erste Olympiasieger und Medaillengewinner für Litauen.

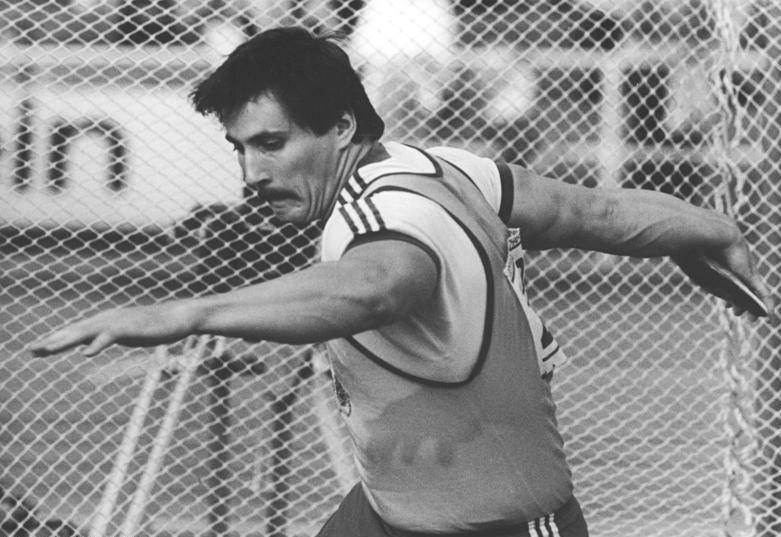
Silber gab es für den Olympiasieger von 1988 und Weltrekordinhaber Jürgen Schult
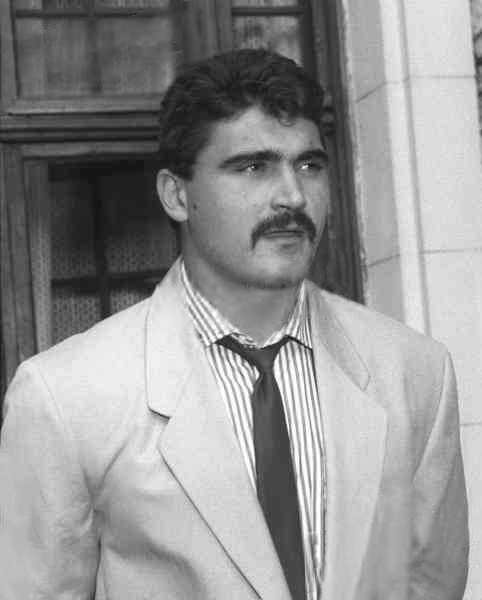
Costel Grasu kam auf den vierten Platz
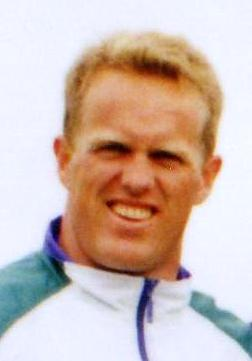
Vésteinn Hafsteinsson belegte im Finale Rang elf

## Videolinks
- 1992 Olympics ~ Men's discus, youtube.com, abgerufen am 21. Dezember 2021
- Mens Discus Final at the 1992 Barcelona Olympics, youtube.com, abgerufen am 21. Dezember 2021
- 1992 Olympic Games Men's Discus Final, youtube.com, abgerufen am 13. Februar 2018
- 1992, Nicky Sweeney, Olympic Games, Barcelona, Discus Throw, youtube.com, abgerufen am 21. Dezember 2021
- 3925 Olympic Track & Field 1992 Discus Men Qualifying, youtube.com, abgerufen am 21. Dezember 2021